# Ligue Antilles 2005-2006
La Ligue Antilles 2005-2006 fut la troisième édition de la Ligue Antilles de football.
Cette troisième édition est remportée par les martiniquais du Racing Club de Rivière Pilote qui, en finale,dispose du double champion des Antilles en titre, le Club Franciscain par un score sans appel de 3-0.
C'est la première fois que le match pour la troisième place n'est pas disputé.

## Participants
Pour la Guadeloupe: CS Moulien (2e participation) , Evolucas du Lamentin, AS Gosier (3e participation) et l'Etoile de Morne à l'eau (3e participation)
Pour la Martinique: Club Franciscain (3e participation et double tenant du titre) , Club Colonial de Fort de France, Racing Club de Rivière Pilote (3e participation) et l'Aiglon du Lamentin (2e participation)

## Résultats

### Groupe A
| Equipe                          | Pts | J | V | N | D | B+ | B- | diff |
| ------------------------------- | --- | - | - | - | - | -- | -- | ---- |
| Club Franciscain                | 15  | 6 | 5 | 0 | 1 | 14 | 3  | +11  |
| CS Moulien                      | 12  | 6 | 4 | 0 | 2 | 7  | 5  | +2   |
| Evolucas du Lamentin            | 7   | 6 | 2 | 1 | 3 | 6  | 9  | -3   |
| Club Colonial de Fort de France | 1   | 6 | 0 | 1 | 5 | 2  | 12 | -10  |

1re journée (28 novembre 2005):
 Club Colonial de Fort de France 0 - 2 Club Franciscain  sur tapis vert car le Club Colonial n'a pas présenté les passeports des joueurs de l'équipe. À l'origine, le score était de 2 -2.
 Evolucas du Lamentin 0 - 1 CS Moulien 
2e journée (8 janvier 2006):
 Club Franciscain 4 - 0 Evolucas du Lamentin 
 CS Moulien 1 - 0 Club Colonial de Fort de France 
3e journée (19 février 2006):
 Club Colonial de Fort de France 1 - 3 Evolucas du Lamentin 
 CS Moulien 3 - 0 Club Franciscain 
4e journée (8 mars 2006):
 CS Moulien 0 - 2 Evolucas du Lamentin 
 Club Franciscain 3 - 0 Club Colonial de Fort de France 
5e journée (2 avril 2006):
 Evolucas du Lamentin 0 - 2 Club Franciscain 
 Club Colonial de Fort de France 0 - 2 CS Moulien 
6e journée (30 avril 2006):
 Evolucas du Lamentin 1 - 1 Club Colonial de Fort de France 
 Club Franciscain 3 - 0 CS Moulien 

### Groupe B
| Equipe                        | Pts | J | V | N | D | B+ | B- | diff |
| ----------------------------- | --- | - | - | - | - | -- | -- | ---- |
| Racing Club de Rivière Pilote | 16  | 6 | 5 | 1 | 0 | 12 | 3  | +9   |
| AS Gosier                     | 12  | 6 | 3 | 0 | 3 | 5  | 5  | 0    |
| Aiglon du Lamentin            | 6   | 6 | 1 | 3 | 2 | 6  | 7  | -1   |
| Etoile de Morne à l'eau       | 2   | 6 | 0 | 2 | 4 | 2  | 10 | -8   |

1re journée (28 novembre 2005):
 Etoile de Morne à l'eau 0 - 1 AS Gosier 
 Racing Club de Rivière Pilote 3 - 2 Aiglon du Lamentin 
2e journée (8 janvier 2006):
 AS Gosier 0 - 1 Racing Club de Rivière Pilote 
 Aiglon du Lamentin 1 - 1 Etoile de Morne à l'eau 
3e journée (19 février 2006):
 Racing Club de Rivière Pilote 3 - 0 Etoile de Morne à l'eau 
 AS Gosier 1 - 0 Aiglon du Lamentin 
4e journée (8 mars 2006):
 AS Gosier 1 - 0 Etoile de Morne à l'eau 
 Aiglon du Lamentin 0 - 0 Racing Club de Rivière Pilote 
5e journée (2 avril 2006):
 Racing Club de Rivière Pilote 2 - 1 AS Gosier 

 Etoile de Morne à l'eau 1 - 1 Aiglon du Lamentin 
6e journée (30 avril 2006):
 Etoile de Morne à l'eau 0 - 3 Racing Club de Rivière Pilote 
 Aiglon du Lamentin 2 - 1 AS Gosier 

### Finale
26 mai 2006:
 Club Franciscain 0 - 3 Racing Club de Rivière Pilote 
Le Racing Club de Rivière Pilote remporte pour la première fois de son histoire la Ligue Antilles de football